# Frank Handley
Frank Handley (eigentlich Francis Richard Handley; * 31. Oktober 1910 in Salford; † 31. Oktober 1985 ebenda) war ein britischer Mittelstreckenläufer und Sprinter.
Bei den Olympischen Spielen 1936 in Berlin erreichte er über 800 m das Halbfinale.
1938 gewann er bei den British Empire Games in Sydney über 880 Yards und mit der englischen 4-mal-440-Yards-Stafette Silber; über 440 Yards schied er im Vorlauf aus. Im selben Jahr scheiterte er bei den Leichtathletik-Europameisterschaften in Paris über 800 m in der Vorrunde.
Seine persönliche Bestzeit über 880 Yards von 1:52,9 min (entspricht 1:52,2 min über 800 m) stellte er am 2. August 1937 in London auf.